# Alise Post
Alise Post, född den 17 januari 1991 i St. Cloud, Minnesota, är en amerikansk tävlingscyklist.
Hon tog OS-silver i BMX i samband med de olympiska tävlingarna i cykelsport 2016 i Rio de Janeiro..